# Мерзляков, Павел Степанович
Павел Степанович Мерзляков (4 ноября 1895, д. Ожигово, Калужская губерния, Российская империя —  18 сентября 1990, Москва, СССР) — советский военачальник, генерал-майор (21.04.1943).

## Биография
Родился 4 ноября 1895 года в деревне Ожигово, ныне  упразднённая деревня находившаяся на территории нынешнего сельского поселения «Село Волосово-Дудино» Ульяновского района Калужской области.  Русский. Учился в приходской школе, затем работал на торфоразработках, кирпичном заводе, рабочим-строителем в городе Калуга.

### Военная служба

#### Первая мировая война и революция
4 июня 1915 года мобилизован на военную службу и зачислен рядовым в запасной конноартиллерийский дивизион в городе Орёл, а в апреле 1916 года переведен в город Витебск. Там же в 7-м запасном конноартиллерийском дивизионе в октябре окончил учебную команду и произведен в младшие фейерверкеры, при выпуске одновременно выдержал экстерном экзамен за четыре класса гимназии. В июле 1917 года с маршевыми батареями из Витебска убыл на фронт и воевал старшим фейерверкером во 2-й тяжелой батарее 17-го тяжелого артиллерийского дивизиона 3-го армейского корпуса (152-мм гаубиц) в районах Сморгонь и Крево. В августе принимал участие в подавлении Корниловского мятежа, а во время Октябрьской революции  избран членом солдатского комитета дивизиона. 25 декабря 1917 года его батарея была снята с позиций в районе Вилейка и направлена в город Сергач Нижегородской губернии. По прибытии она была расформирована, а  Мерзляков уехал на родину. В январе 1918 года на уездном съезде советов избран членом Козельского уездного исполкома и исподнял должность уездного комиссара в ЗапВО в городе Могилёв-на-Днепре исполнял должность уездного комиссара милиции.

#### Гражданская война
В  феврале 1918 года руководил подавлением правоэсеровского восстания в городе Сухиничи, а в июне — в Коробинской волости Козельского уезда.  Член РКП (б) с 1918 года. 1 мая 1919 года по партийной мобилизации призван в РККА и направлен на Восточный фронт против адмирала А. В. Колчака, а в сентябре зачислен слушателем в Высшую военную школу красных офицеров Туркестанского фронта в городе Самара. После окончания ее краткосрочных курсов в декабре назначен командиром легкой батареи запасного дивизиона Туркестанского фронта, формировавшегося при Царицынском губернском военкомате. Затем он был отозван в Самару, где формировал 1-ю конную артиллерийскую батарею для 9-й Крымской кавалерийской дивизии. Участвовал с ней в подавлении Сапожковского восстания. В конце мая 1920 года убыл с ней на Южный фронт против генерала П. Н. Врангеля и участвовал в боях в районах ст. Волноваха, Большой Токмак, Гуляйполе, Орехов, Александровск, под Каховкой, Перекопом и в Крыму. С ноября боролся с бандами Н. И. Махно. В районе немецкой колонии Лезы при налете махновцев был захвачен в плен, но через два дня бежал и вернулся в дивизию.

#### Межвоенные годы
С августа 1921 года по август 1922 года учился в Высшей артиллерийской школе комсостава в городе Детское Село, затем был назначен командиром конноартиллерийского дивизиона 2-го кавалерийского корпуса УВО в городе Умань. После его расформирования в декабре 1922 году назначен в 33-й легкий артиллерийский дивизион 33-й стрелковой дивизии ПриВО в городе Самара, затем переведен с дивизией в ЗапВО в городе Могилёв-на-Днепре. В его составе проходил службу командиром батареи и дивизиона, пом. командира артиллерийского полка и вновь командиром дивизиона. В апреле 1929 года назначен командиром учебного дивизиона 4-го стрелкового корпуса в городе Витебск. С октября 1929 года по март 1930 года находился на КУКС по разведке при IV управлении Штаба РККА, после окончания назначен командиром учебного дивизиона 7-го корпусного артиллерийского полка УВО. В сентябре 1930 года поступил на подготовительный курс, а весной 1931 года принят слушателем на основной факультет Военной академии РККА им. М. В. Фрунзе. В мае 1934 года окончил ее и назначен начальником артиллерии 2-й Белорусской стрелковой дивизии 16-го стрелкового корпуса БВО в городе Минск. В феврале 1935 года переведен в штаб округа, где исполнял должность 1-го помощника начальника и заместителя начальника отдела боевой подготовки. С октября 1937 года майор  Мерзляков был старшим преподавателем тактики в Смоленском артиллерийском военном училище. В июне 1938 года переведен в Военную академию РККА им. М. В. Фрунзе, где занимал должности преподавателя кафедр артиллерии и общей тактики.

#### Великая Отечественная война
Начало  войны застало его с учебной группой 2-го курса в крепости Осовец (55 км западнее Белостока). 25 июня 1941 года возвратился с ней в Москву, а через два дня назначен начальником штаба 3-й Молотовской добровольческой стрелковой дивизии. После ее расформирования приказом НКО от 10.7.1941 переведен на должность начальника штаба 280-й стрелковой дивизии, формировавшейся в Тесницких лагерях (20 км северо-западнее г. Тула). В конце августа дивизия вошла в состав 3-й армии Брянского фронта и вела тяжелые оборонительные бои на реке Десна севернее города Почеп. В начале октября в ходе начавшейся Орловско-Брянской оборонительной операции она попала в окружение. Во время прорыва из окружения с 14 октября 1941 года полковник  Мерзляков принял командование дивизией и пробивался с ней в направлении на Святое (55-60 км южнее Брянска). 19 октября дивизия вела тяжелый бой за этот населённый пункт, затем переправилась через реку Навля и продолжала движение через Борщево на Колошичи, Добрик, Глоднево и Гублино.В районе Поповка, Гублино она догнала штаб 3-й армии и 31 октября в районе станции Щигры вместе с ней вышла из окружения, а к 4 ноября ее остатки (до 400 чел.) были переведены в город Ефремов. Всего за время окружения с 7 по 31 октября дивизия прошла по тылам 450-500 км. 
Со второй половины ноября 1941 года  Мерзляков исполнял должность начальника отдела боевой подготовки этой же 3-й армии. С января 1942 года командовал сводным лыжным отрядом Брянского фронта (9 лыжных батальонов), после его расформирования с апреля вновь исполнял должность начальника отдела боевой подготовки штаба 3-й армии. 12 июня 1942 года назначен начальником оперативного отдела и заместителем начальника штаба армии. 17 ноября 1942 года был допущен к командованию 269-й стрелковой дивизией, находившейся в обороне по восточном  берегу реки Зуша. С 15 февраля по 12 марта 1943 года она вела бои местного значения на реке Неручь южнее города Новосиль, затем перешла к обороне и активных действий не вела. С 13 июля дивизия принимала участие в Курской битве, Орловской наступательной операции. При отражении контратаки немцев 25 июля, руководя боем с передового НП на восточной окраине населённого пункта Савенково, генерал-майор  Мерзляков попал под сильный артиллерийский огонь, был тяжело ранен и эвакуирован в госпиталь. После выздоровления в начале ноября 1943 года Мерзляков назначен заместителем командующего войсками УрВО по вузам, а в декабре 1944 года переведен в Военную академию им. М. В. Фрунзе на должность начальника 2-го курса основного факультета. 

#### Послевоенное время
После войны продолжал служить в академии начальником курса основного факультета, а с октября 1946 года — начальником 3-го курса факультета заочного обучения. В октябре 1949 года назначен начальником курсов усовершенствования Военно-педагогического института Советской Армии. С февраля 1951 г. исполнял должность ученого секретаря Стрелково-тактического комитета Сухопутных войск. С октября 1952 года по февраль 1953 года состоял в распоряжении ГУК СА, затем назначен начальником военной кафедры Московского финансового института. 10 апреля 1958 года генерал-майор в отставке  Мерзляков уволен в отставку по болезни. 
Скончался 18 сентября 1990 года. Похоронен на Троекуровском кладбище в городе Москве.

## Награды
- орден Ленина (21.02.1945)[5][6]
- три ордена Красного Знамени (02.09.1943[7],  03.11.1944[8][6],  20.06.1949[9][6])
- орден Отечественной войны I степени (06.04.1985)[10][11]
- два ордена Красной Звезды (31.01.1943[12], 28.10.1967[13]) 
  - медали в том числе:
  - «XX лет Рабоче-Крестьянской Красной Армии» (1938)[12].
  - «За победу над Германией в Великой Отечественной войне 1941—1945 гг.» (1945)
  - «Ветеран Вооружённых Сил СССР» (1976)
- знак «50 лет пребывания в КПСС»